# Jekatěrina Viktorovna Vasiljeva
Jekatěrina Viktorovna Vasiljeva (* 29. července 1972, Leningrad) je ruská historička umění, specialistka na dějiny a teorii fotografie, módy, designu a současného umění. Kandidátka věd, docentka na Petrohradské státní univerzitě. Členka Svazu umělců Ruska, členka Svazu fotografů Ruska, členka Mezinárodní asociace kritiků umění (AICA, UNESCO), členka Svazu novinářů Ruska. Díla Jekatěriny Vasiljevové jsou ve sbírkách největších ruských knihoven, stejně jako ve sbírkách Knihovny Kongresu (Washington), Warburgovy knihovny (Londýn), Cini Foundation Library (Benátky) atd.

## Životopis
V roce 1994 absolvovala Historickou fakultu Petrohradské státní univerzity. V roce 2005 pod vedením Tatjany Gorbunové obhájila doktorandskou práci „Obraz města v umělecké fotografii Francie druhé poloviny 19. – počátku 20. století“ (oficiální oponenti T. E. Schechter a G. N. Gabriel). Docentka Filozofické fakulty Petrohradské státní univerzity. Přednáší teorii současného umění, designu, fotografie a módy na Petrohradské státní univerzitě, Evropské univerzitě v Petrohradě, Vyšší ekonomické škole (Moskva), Centrum současného umění Garage (Moskva) atd.
Autorka četných studií o teorii fotografie, módě a současném umění. Účastnila se vzdělávacích a výzkumných setkání muzea Kunsthalle v Hamburku, knihovny galerie Uffizi (Florencie) a nadace Querini Stampaglia (Benátky). Řešitelka a analytička projektů Bienále v Benátkách, Bienále architektury v Benátkách a výstavních projektů Nadace Giorgia Ciniho. Členka Fulbrightova programu a výzkumných projektů Nadace Giorgio Cini, Benátky (Fondazione Giorgio Cini). Laureátka a účastnice státních grantů v oblasti kultury. Jedna z předních odbornic v oblasti teorie módy a fotografie.

## Koncepce výzkumu

#### Teorie a dějiny fotografie
Jekatěrina Vasiljeva je autorkou normativních teorií věnovaných studiu fotografie jako analytické disciplíny. Ustanovení uvedená v knize " Fotografie a nelogická forma ", tvoří základní pojmy v oblasti fotografie. Autorčin analytický program propojuje podoby moderní kultury s okolnostmi archaického vědomí a nelogického myšlení. Výzkumné zájmy jsou fenomén jazyka, teorie hodnoty, módní koncepty, teorie fotografie, teorie designu. Autorka výzkumných konceptů pro studium fotografie a jazyka, fotografie a fenomén času, fotografie a nelogická forma, problémy charakteru a osobnosti ve fotografii, studium tradiční složky v módním systému.

#### Historie a teorie módy
Jekatěrina Vasiljeva je jednou z mála odborníků, kteří považují módu za analytickou disciplínu. Autorka monografie Teorie módy. Mýtus, spotřeba a systém hodnot, stejně jako četné články o historii a teorii kroje. Výzkum Ekateriny Vasiljevové je spojen se systematickým studiem historie a teorie módy. Ve svých dílech se zabývá širokou škálou problémů souvisejících s dynamikou sociálních systémů, teorií sociálního jednání, kulturou každodenního života, studiem ideologického programu módy, studiem hodnotového systému, studiem módy jako jazykového systému, fenomenologie těla, mytologického programu módy, konceptu novosti a dichotomie tradiční kultury. Autorka rozsáhlých přednáškových projektů o dějinách módy 20. století.

#### Historie a teorie designu
Autorka formativních teorií z oblasti historie a teorie designu (zejména skandinávského designu), obecné teorie módy, obecné teorie fotografie a teorie uměleckého modernismu (International style). Zachází s designem jako s předmětem akademického studia. Díla Jekatěriny Vasiljevové souvisí s obecnou teorií designu a věnují se také různým obdobím a oblastem designu. Zejména takové oblasti, jako je skandinávský design, švýcarská škola, mezinárodní styl, mezinárodní typografický styl, atd. Uvažuje o designu z hlediska problému věci, systému jazyka a problému ideálu. Autorka normativních koncepcí v oblasti grafického a objektového designu. Autorka formativních teorií a výzkumů v oblasti mezinárodní moderny, minimalismu, švýcarského stylu a skandinávské tradice v oblasti designu.

## Vzdělávací a osvětové projekty
Působí jako docentka na Petrohradské státní univerzitě. V průběhu let byla zvána, aby přednášela na takových vzdělávacích institucích, jako je Petrohradská státní univerzita, Petrohradská uměleckoprůmyslová akademie A. L. Stieglitze, Vyšší ekonomická škola (Moskva), Evropská univerzita (Petrohrad), Petrohradská státní univerzita technologie a designu (Petrohrad), Centrum pro současné umění Garage (Moskva), Univerzita aplikovaných věd v Mikkeli (Finsko), Uppsalská univerzita (Švédsko), Lipská univerzita (Německo).

### Vybrané přednáškové projekty
- Historie a teorie fotografie (Petrohradská státní univerzita)
- Současné problémy designu (Petrohradská státní univerzita)
- Historie grafického designu a reklamy (Petrohradská státní univerzita)
- Skandinávský design: koncept a forma (Petrohradská státní univerzita)
- Teorie módy (Vysoká škola ekonomická, Moskva)
- Historie a teorie módní fotografie (Vysoká škola ekonomická, Moskva)
- Historie módy XX. století (Petrohradská uměleckoprůmyslová akademie A. L. Stieglitze)
- Móda roku 2000 nebo nulová móda (Centrum současného umění "Garage", Moskva)
- Koncepty a témata evropského kroje XVIII-XX století (Evropská univerzita (Petrohrad)
- Fotografie a koncept moderny: idea New Age (Muzeum a výstaviště ROSPHOTO)
- Fotografie a nelogická forma (Muzeum a Výstaviště ROSPHOTO)
- Susan Sontagová - Diana Arbusová: myšlenka krásy je problém normy (Centrum fotografického oddělení (Petrohrad)
- Eugene Atget: opakování jako objekt. Téma a fenomén autorství ve fotografii (Photodepartment Center (Petrohrad)
- Starožitná tradice a módní fenomén XX století. (Alexandrinského divadlo / Teorie módy)
- Fotografie, extralogická a problém jazyka (Řád slov, Petrohrad)

## V oblasti módy
Specialistka v oblasti teorie módy a dějin kostýmu 20. století. Módu považuje za analytický systém. Autorka normativních koncepcí v oblasti teorie módy. Autorka řady článků a přednáškových projektů o teorii módy a dějinách kostýmů 20. století. Analytička a pravidelná přispěvatelka do časopisu Teorie módy.
Poradkyně a překladatelka pro módní domy: Hermès, Chaumet, Salvatore Ferragamo, Sonia Rykiel, John Lobb, Wolford, Luciano Barbera, Luigi Borrelli, Borsalino, Faliero Sarti, Bosco di Ciliegi a další.

## Média
Odbornice v oblasti módní žurnalistiky. V průběhu let - redaktorka, fejetonistka a autorkka nakladatelských projektů Kommersant, Afisha, ELLE Decoration, ELLE, L'Officiel, Foto & Video. Vedla petrohradskou kancelář časopisu ELLE. Editorka nakladatelských projektů Kommersant a Kommersant Weekend v Petrohradě. Členka Svazu novinářů Ruska.

## Akademické publikační projekty
Autorka, recenzentka a editorka publikačních projektů: Bulletin of Petrohrad University, International Journal of Cultural Studies, Actual Problems of Theory and History of Art, Emergency Reserve, Fashion Theory.

## Vybrané vědecké práce

### Monografie
- Vasiljeva E. Fotografie a nelogická forma. M.: Nová literární revue, 2019. 312 s.
- Vasiljeva E. Módní teorie: mýtus, spotřeba a hodnotový systém. Petrohrad; Moskva: RUGRAM_Palmira, 2023. 387 s.
- Vasiljeva E. 36 esejů o fotografech. Petrohrad: Palmira, 2022. 255 s.
- Vasiljeva E. NA. Město a stín. Obraz města v umělecké fotografii 19. - počátku 20. století. Saarbrücken: LAP LAMBERT, 2013. 280 s.

### Články
- Vasiljeva E. Móda a minimalismus: ideologie, struktura a forma / Terra artis. Umění a design. 2022. č. 3, s.12-27.
- Vasiljeva E. Fotografie: k problému věcí / Bulletin Petrohradské univerzity. Dějiny umění, 2022, v. 12, no. 2, str. 275–294.
- Vasiljeva E. Tělo jako objekt: fenomenologie těla a systém módy / Teorie módy: oděv, tělo, kultura. 2022. č. 1 (63). s. 85-103.
- Vasiljeva E. Švýcarský styl: prototypy, vznik a problém předpisů / Terra Artis, 2021, č. 3, s. 84-101.
- Vasiljeva E. Móda a její teoretická praxe / Teorie módy: oděv, tělo, kultura. 2021. č. 3 (61). str. 347-354.
- Vasiljeva E. Raná městská fotografie: k problému ikonografie prostoru / International Journal of Cultural Studies, 2020, č. 1 (37), s. 65–86.
- Vasiljeva E. „Scéna v knihovně“: problém věci a rétorika fotografie / International Journal of Cultural Studies. 2020. Č. 3.
- Vasiljeva E. Národní romantika a mezinárodní styl: k problému identity v systému finského designu / Man. Kultura. Vzdělání. 2020, 3 (37), str. 57-72.
- Vasiljeva E. Petersburg módní škola: od minimalismu k dekonstrukci / Transformace starého a hledání nového v kultuře a umění 90. let XX století. Materiály vědecké konference. Petrohrad: Muzeum umění Petrohradu XX-XXI století, 2020. s. 46-53.
- Stereografie Vasiljeva E. Shukhov: Design a prostor / Neznámé ruské fotografické umění: Sbírka článků. M.: Tři čtverce, 2020.
- Vasiljeva E. Finský design skla: přivlastnění, identita a problém mezinárodního stylu / Teorie módy: tělo, oděv, kultura. 2020, č. 55, str. 259-280.
- Vasiljeva E. Módní strategie: fenomén nového a princip udržitelnosti / Teorie módy: oblečení, tělo, kultura. 2019, č. 54, str. 19-35.
- Vasiljeva EV Princip objektu - prostor formy. Maurice Marino / Teorie módy: oblečení, tělo, kultura. 2019. č. 4 (54). str. 347-352..
- Vasiljeva E. Dekonstrukce a móda: řád a nepořádek / Teorie módy: oděv, tělo, kultura. 2018. č. 4, s.58-79.
- Vasiljeva E. Eugene Atget: umělecká biografie a mytologický program / International Journal of Cultural Studies, č. 1 (30) 2018, s.30 — 38.
- Vasiljeva E. V. Jazyk, fotografie, sign. K otázce sémiotického statusu obrazu a objektu / Aktuální problémy teorie a dějin umění: kol. vědecký články. Problém. 8. Petrohrad: Nakladatelství Petrohradská státní univerzita, 2018, s. 567–574.
- Vasiljeva E. Fenomén módní fotografie: pravidla mytologických systémů / International Journal of Cultural Studies, č. 1 (26) 2017, s.163-169.
- Vasiljeva E. Postava vznešeného a krize ideologie moderní doby / Teorie módy: tělo, oděv, kultura. 2018. č. 47. S.10 - 29.
- Vasiljeva E. Ideologie znaku, fenomén jazyka a "Mode System" / Teorie módy: tělo, oděv, kultura. 2017. č. 45. S.11 - 24.
- Vasiljeva E. Tradiční systém a princip módy / Teorie módy: tělo, oděv, kultura. 2017. č. 43, s.1-18.
- Vasiljeva E. Fotografie a nelogická forma. Taxonomický model a postava Ostatní / Rezerva. Debata o politice a kultuře. 2017, č. 1 (111). s. 212-225.
- Vasiljeva E. Ideální a utilitární v systému mezinárodního stylu: subjekt a objekt v konceptu designu 20. století. / International Journal of Cultural Studies. 2016. č. 4 (25). str. 72-80.
- Vasiljeva E. Fenomén feminin a posvátná postava / Teorie módy: tělo, oblečení, kultura. 2016. č. 42, s.160-189.
- Vasiljeva E. Düsseldorfská škola fotografie: sociální a mytologická / Bulletin Petrohradské univerzity. Řada 15. Dějiny umění. 2016. Vydání. 3, s.27-37.
- Vasiljeva E. Myšlenka znamení a princip výměny v oblasti fotografie a systému jazyka / Bulletin Petrohradské univerzity. Řada 15. Dějiny umění. 2016. vydání. 1, s.4-33.
- Vasilieva E. Hudební forma a fotografie: systém jazyka a významová struktura / Bulletin Petrohradské univerzity. Řada 15. Dějiny umění. 2015. vydání. 4, s.28-41.
- Vasiljeva E. Fotografie a fenomenologie tragického: myšlenka náležitosti a postava odpovědnosti / Bulletin Petrohradské univerzity. Řada 15. Dějiny umění. 2015. vydání. 1, s.26-52.
- Vasiljeva E. Susan Sontagová o fotografii: idea krásy a problém normy / Bulletin Petrohradské univerzity. Řada 15. Dějiny umění. 2014. vydání. 3, s.64-80.
- Vasiljeva E. Fotografie a fenomén času / Bulletin Petrohradské univerzity. Řada 15. Dějiny umění. 2014. vydání. 1, s.64-79.
- Vasiljeva E. Postava a maska ve fotografii 19. století / Bulletin Petrohradské univerzity. Řada 15. Dějiny umění. 2012. vydání. 4, s.175-186.

## Knihovní řád
Monografie a studie Jekatěriny Vasiljevové jsou zastoupeny ve sbírkách následujících knihoven:
- Ruská státní knihovna, Moskva, Rusko
- Národní knihovna Ruska, Petrohrad, Rusko
- Knihovna Ruské státní univerzity pro humanitní vědy, Moskva, Rusko
- Knihovna Petrohradské státní univerzity, Petrohrad, Rusko
- Library of Congress, Washington, USA
- Warburg Library, Londýn, Velká Británie
- Knihovna nadace Cini, Benátky, Itálie

## Ceny a ocenění
Laureát státní ceny Ministerstva kultury Ruské federace s podporou Svazu fotografických umělců Ruska. Za projekty „Teorie fotografie: Tradice výzkumu v Rusku“ a „Fotografie: Teoretický systém obrazu a objektu. Podpora a rozvoj fotografické kritiky v Rusku“.